# Famille Anguissola (Venise)
Pour les articles homonymes, voir Famille Anguissola (Lombardie) et Anguissola.
Ne doit pas être confondu avec Famille Anguissola (Lombardie).
 (juillet 2024).
La famille Anguissola (Angusuola) est une famille patricienne, et son nom est lié à une ancienne tradition byzantine riche en détails historiques.

## Historique
Celle-ci serait descendue par des Grecs de Constantinople, en particulier d'un certain Galvano Sordo/Sourdi (Σούρδη), patriarche de la famille qui servait dans l'armée de l'empereur d'Orient Léon III l'Isaurien en 717. 

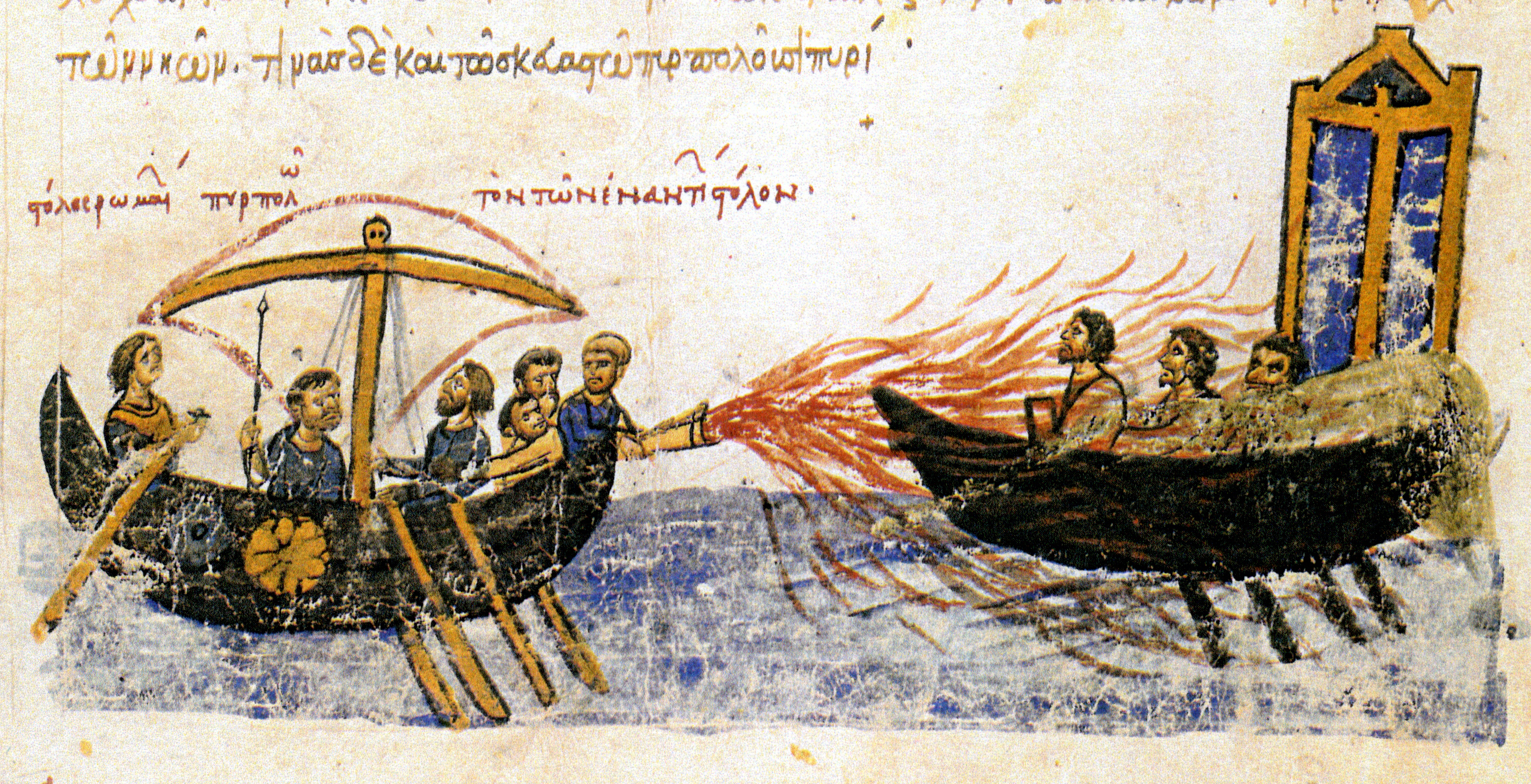
Feu grégeois tel qu'il est décrit dans le Chronique de Skylitzès (Σύνοψις Ἱστοριῶν), Biblioteca Nacional de Madrid

Avec un feu artificiel ingénieux (le feu grec/grégeois, ὑγρόν πῦρ) il contribua à libérer la ville de Constantinople, assiégée par les Sarrasins. Le bouclier de Sourdi portant comme emblème un serpent (en lat. anguis), et ses camarades soldats, l'empereur et le peuple de Constantinople commença à répéter après la victoire : Anguis sola fecit victoriam! (en franç. Le serpent seul fait la victoire!). Il s'en serait suivi que Sourdi fut surnommé par Leon et par ses compagnons Anguissola, et que son surnom serait confirmé par l'empereur comme nom de toute sa descendance,, qui - après avoir fui de Constantinople à cause d'une épidémie de peste - s'établit en Italie. Le 13 juillet 1434, un notaire impérial, Bartolomeo da Casalrimesso, transcrit et authentifie le document original signé par Léon III en 718 à Herbipolis, en Asie mineure. Ce document est toujours conservé dans les archives de la famille Anguissola.
Le siège principal de la famille était Plaisance, en Émilie. Au cours de son histoire, la famille Anguissola s'est liée à d'autres familles aristocratiques (par exemple les familles Comnène (Κομνηνοί), Caracciolo, Gonzaga, Secco/Aragona, Visconti, Scotti, Landi, etc.).
En 1409, Giorgino d'Uberto Anguissola des comtes de San Polo s'établit dans les territoires de la république de Venise, en tant qu'homme d'armes. Il contribua entre autres à la prise du château de Schio, occupé par le comte rebelle Cavalli di Sant'Orso. Le Sénat vénitien décréta comme récompense, qu'à la famille des Anguissola fut reconnu le fief de Schio avec rang comtal. Ils furent inscrits comme tels en 1729, dans le Livre d'or des Patriciens. Ils furent rattachés, en outre, à l'ordre noble de la ville de Vicence.
L'agrégation d'une branche de cette famille est attestée en 1499 avec le nom d'Angusuola, au corps patricien de Venise. 

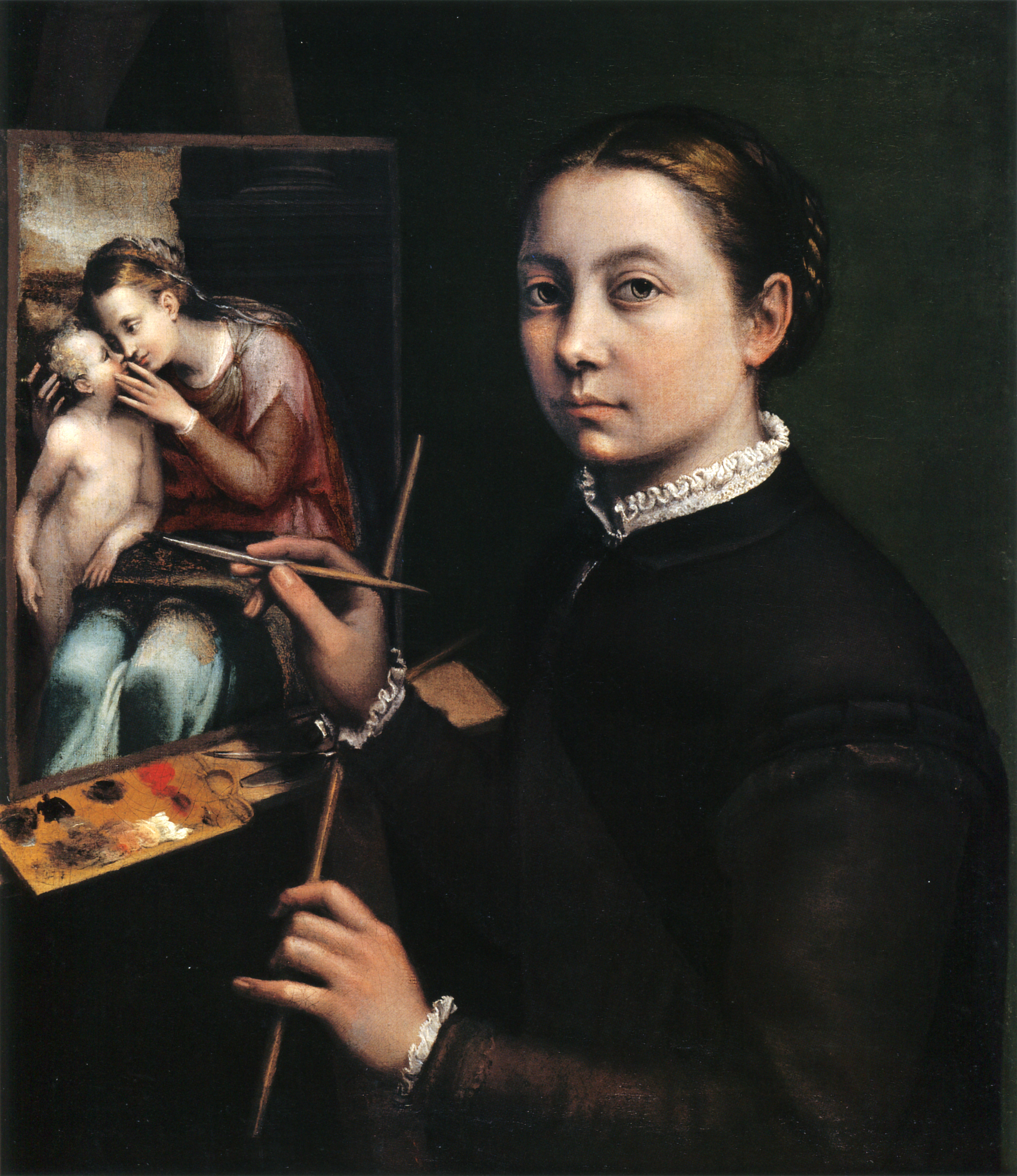
Sofonisba Anguissola - Autoportrait au chevalet. Château de Łańcut, Pologne

Après la chute de la Sérénissime, cette famille obtint la confirmation de sa noblesse du gouvernement impérial autrichien par Résolution Souveraine du 20 octobre 1816, dans le chef de Francesco Antonio de Galeazzo et Vincenzo de Gabriele Anguissola: le premier orné du titre de baron et des enseignes de Chevalier de la Couronne de Fer, l'autre ayant été général de l'armée napolitaine et Chevalier Grande Croix de l'Ordre sacré et militaire constantinien de Saint-Georges.

## Armes

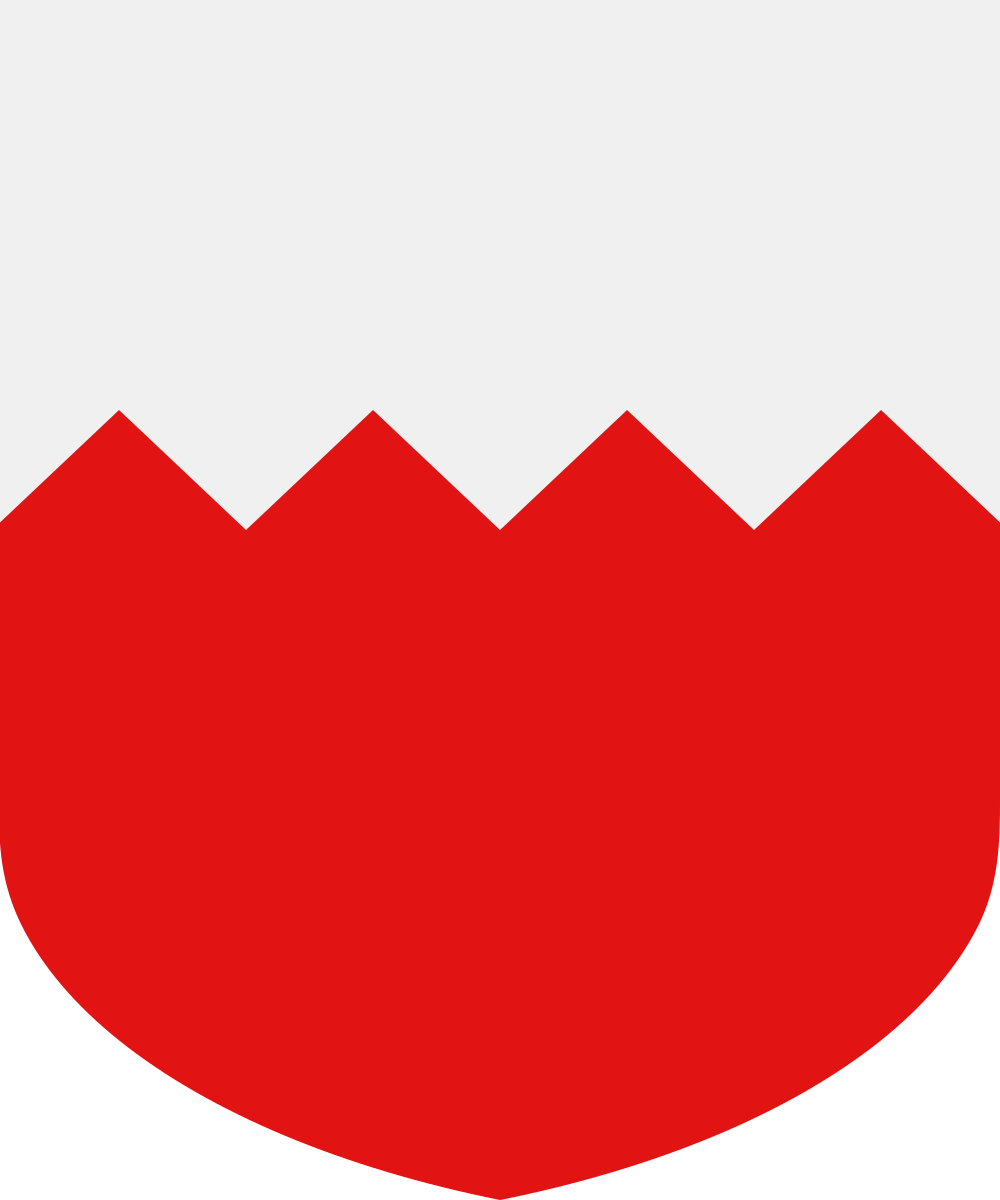
Armes des Anguissola

Les armes des Anguissola de Venise sont coupé-émanché de quatre pièces de gueules sur argent.

## Personnalités
- Lodovico Anguissola, chambrier secret du pape Clément VIII, protonotaire apostolique du Saint-Siège, nonce apostolique en Transylvanie et France.
- Giovanni Battista Anguisciola (it), archevêque titulaire de Larissa-en-Thessalie, nonce apostolique dans la république de Venise (1643-1707).
- Nicolo' Anguissola, camerlingue de la Sainte Église romaine.